# José Ramón de Sagastume y Larreta
José Ramón Sagastume Larreta (Tolosa, 1820-San Sebastián, 1893) fue un médico español fundador de la Cruz Roja en Guipúzcoa y creador de la Sociedad de Salvamento Marítimo de Guipúzcoa con cuatro bases a lo largo de la costa que fueron las primeras de estas características en España.

## Biografía y trayectoria profesional
Nació en Tolosa, provincia de Guipúzcoa, en 1820. En la primera guerra carlista fue durante tres años ayudante de cirugía en el hospital militar de San Sebastián. Posteriormente terminó la licenciatura de medicina y el doctorado en la Universidad de Madrid en 1843. Completó su formación en París con los médicos Roux y Velpau y mantuvo amistad con el neurólogo francés Jean-Martin  Charcot que visitó San Sebastián en 1886. En 1850 obtuvo una plaza de cirujano en Tudela y en 1870 retornó a San Sebastián.
En 1846 publicó una memoria sobre la epidemia de afección de fiebre tifoidea padecida en San Sebastián  y en 1869 una memoria descriptiva de las aguas sulfuroso sódicas de Betelu. En 1870 fundó y llegó a editar seis números de la revista de hidrología médica La Perla del Océano.
En julio de 1870, Sagastume con un grupo de amigos sensibilizados por los efectos devastadores de la guerra francoprusiana fundaron “el Comité Provincial de Guipúzcoa de la filantrópica Institución Internacional de socorro a los heridos en campaña", hoy Cruz Roja, siendo su primer presidente.
Durante la última guerra carlista, 1872-1876, creó los servicios de ambulancia tirados por caballerías siempre con la presencia de un médico. En 1873 creó un Hospital de Sangre en el palacio Balda-Mateu.
El 5 de mayo de 1879 formó parte del grupo promotor para la creación de la Sociedad de Salvamento Marítimo de Gipúzcoa, con cuatro bases a lo largo de la costa. Fueron las primeras en la península ibérica.
Dejó bien documentado el brote de cólera que se desató en la región.
Tras la guerra carlista fue teniente de alcalde del ayuntamiento de San Sebastián y participó activamente en la creación del Ateneo Guipuzcoano. Fue miembro de la Real Sociedad Bascongada de los Amigos del País y de la Real Academia de la Medicina.
Falleció en San Sebastián en 1893.